# Platythyrea punctata
Platythyrea punctata (лат.) — вид муравьёв рода Platythyrea из подсемейства Ponerinae (Ponerini).

## Распространение
Встречается в Неарктике и Неотропике.
Platythyrea punctata происходит из Центральной Америки и в нескольких случаях в ходе инвазии успешно вторгся в Вест-Индию.

## Описание
Муравьи буровато-чёрного цвета (длина менее 1 см). Голова и тело сильно пунктированы, но не исчерчены (бороздки отсутствуют). От близких видов отличается петиолем и основным члеником передних лапок: петиоль примерно такой же длины, как и его ширина, или немного длиннее ширины; передние базитарзусы с 1 щетинкой напротив стригила. Грудь сверху ровная, равномерно выпуклая, заднегрудь усечённая, усечение слабо вогнутое. Усики 12-члениковые у самок и рабочих и 13-члениковые у самцов. Ширина головы менее 1,4 мм. Длина глаза менее 0,75 мм. Длина узелка петиоля менее 0,85 мм. 
Типичные колонии имеют размер от нескольких десятков до несколько сотен рабочих — от 9 до 160 рабочих. Встречаются как наземные, так и (что необычно для подсемейства Ponerinae) древесные виды.
Каста маток у вида P. punctata морфологически не отличается от рабочих, и рабочие особи способны откладывать диплоидные яйца путём партеногенеза. При этом репродуктивные особи живут дольше, чем нерепродуктивные рабочие муравьи.
Внешне матки отличаются наличием крыльев. Более того, королевы, по-видимому, не летают, поскольку у них, как и у рабочих, отсутствуют оцеллии, слабо развиты грудь и мышцы крыльев
Platythyrea punctata выделяется среди прочих видов Platythyrea тем, что обладает одновременно четырьмя способами воспроизводства: с помощью крылатых королев, через партеногенетические интерморфы (промежуточные формы между рабочими и матками), посредством гамэргатов и партеногенетических рабочих. В одной колонии гамэргат был обнаружен в присутствии осеменённой крылатой матки. Крылатые матки регулярно встречаются и могут обнаруживаться в одном гнезде с интерморфами.
Феромон тревоги этого вида состоит из (S)-(-)-цитронеллаля и (S)-(-)-актинидина и вырабатывается мандибулярными железами. Муравьи ответили повышенной двигательной активностью и увеличением плотности муравьев по направлению к источнику феромона.

## Касты

### Рабочие

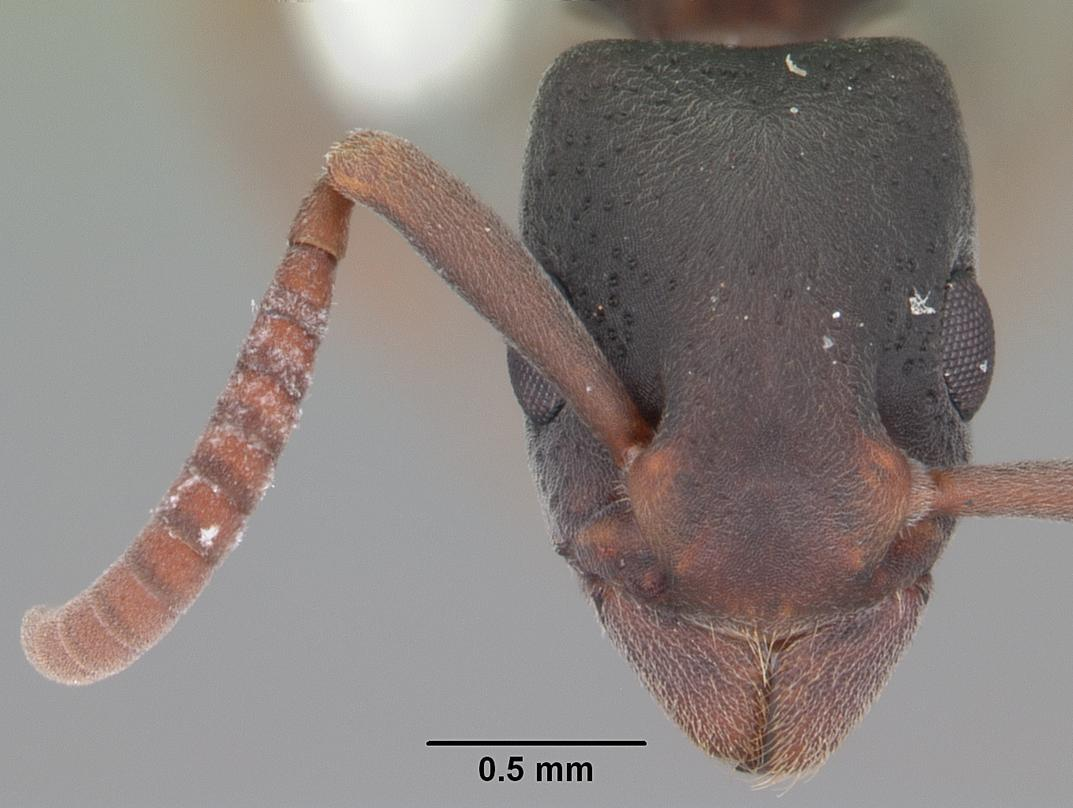
Голова
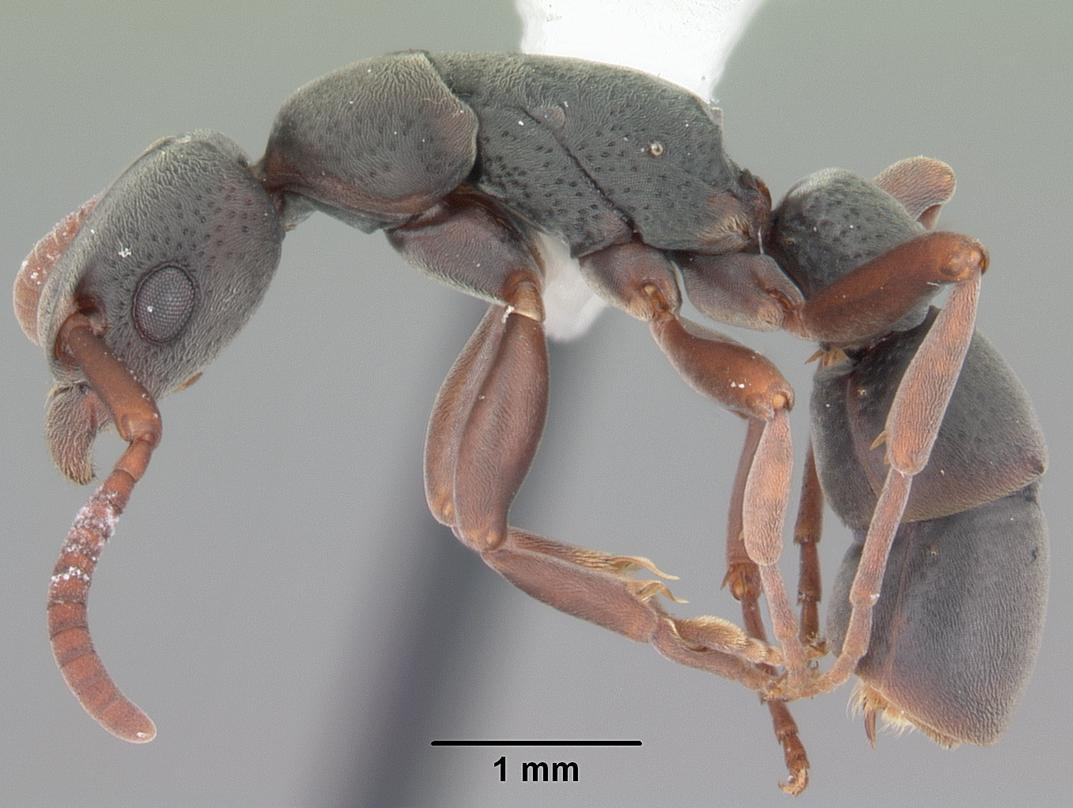
Вид сбоку
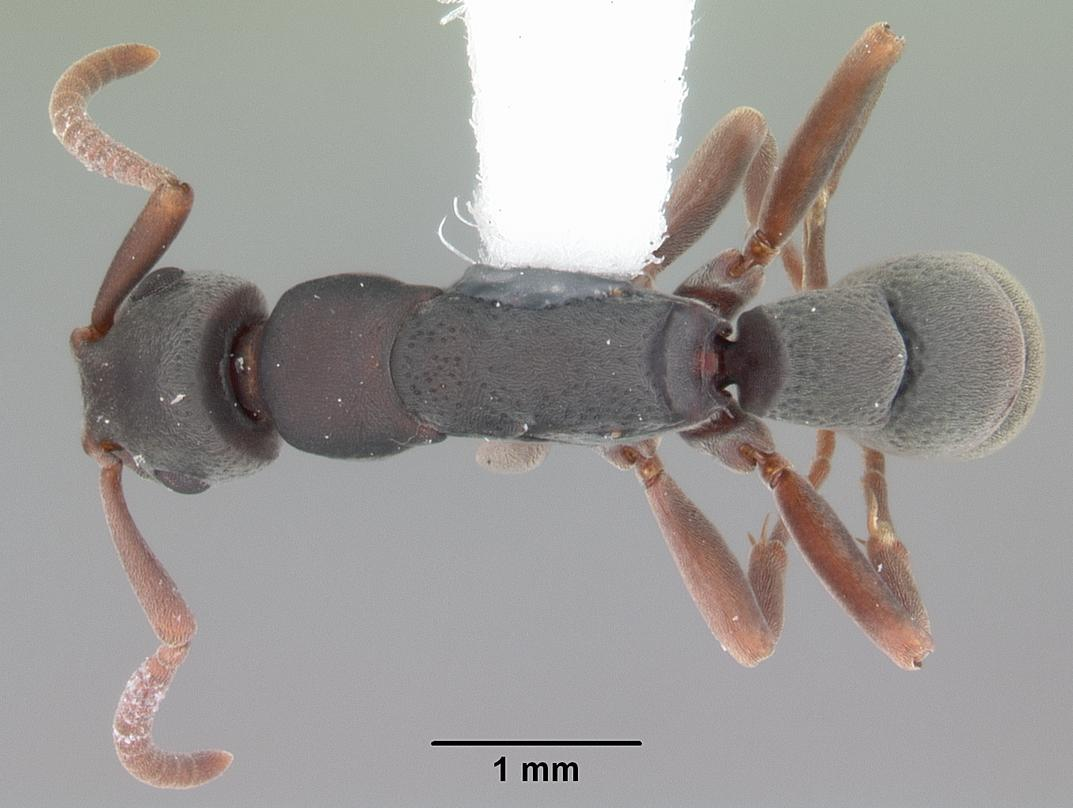
Вид сверху

### Матки

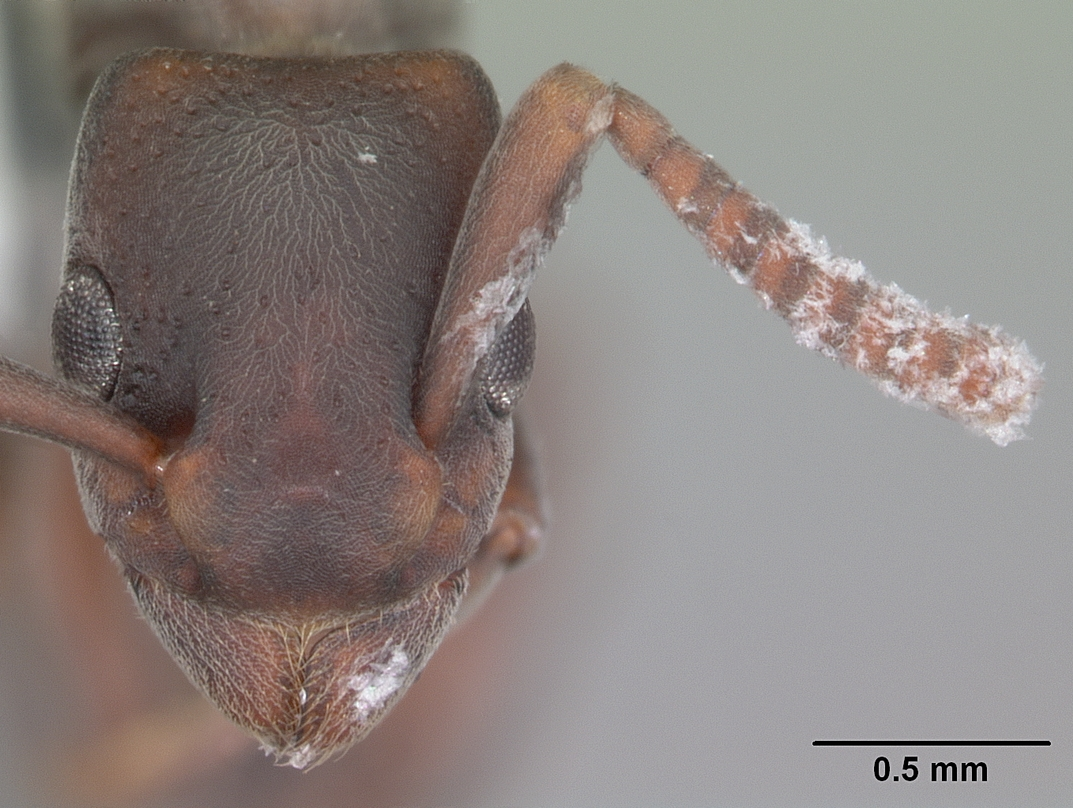
Голова
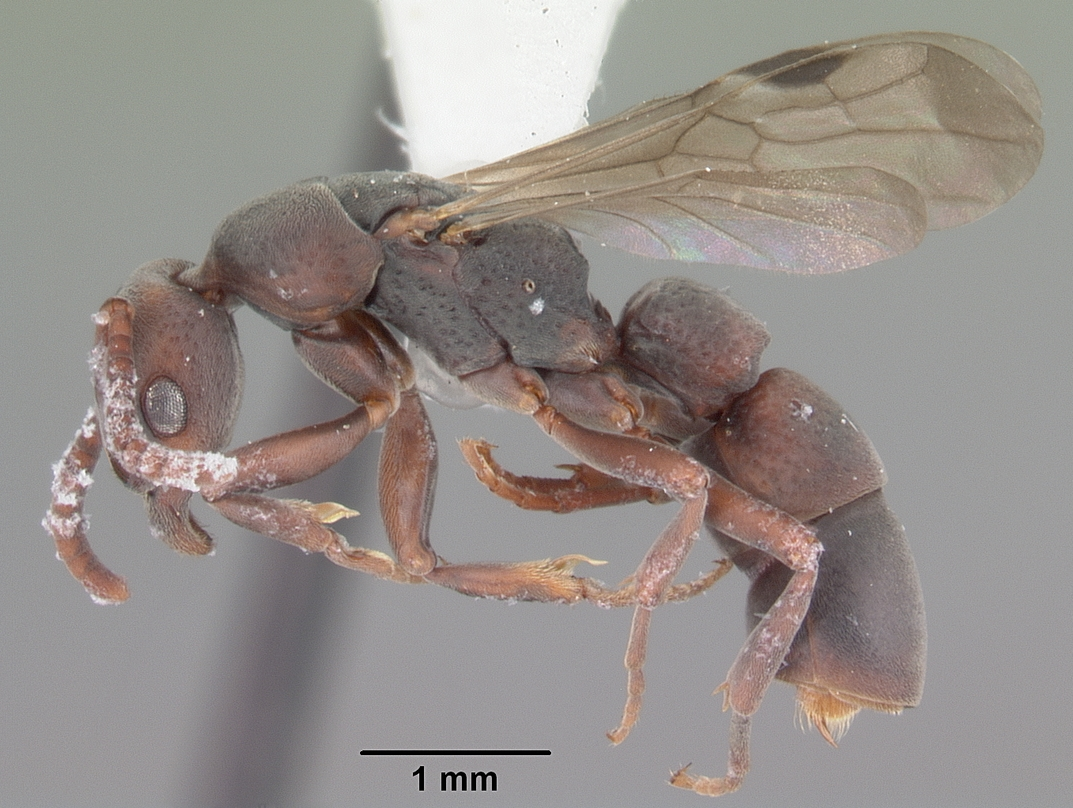
Вид сбоку
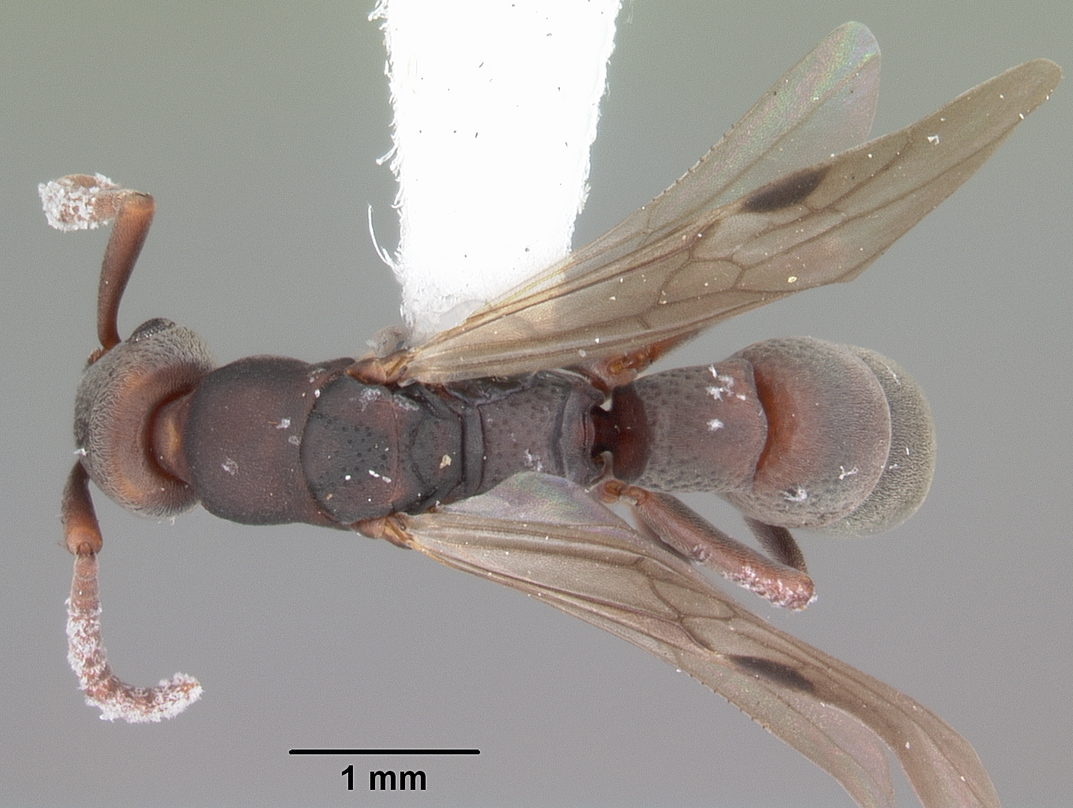
Вид сверху

### Самцы

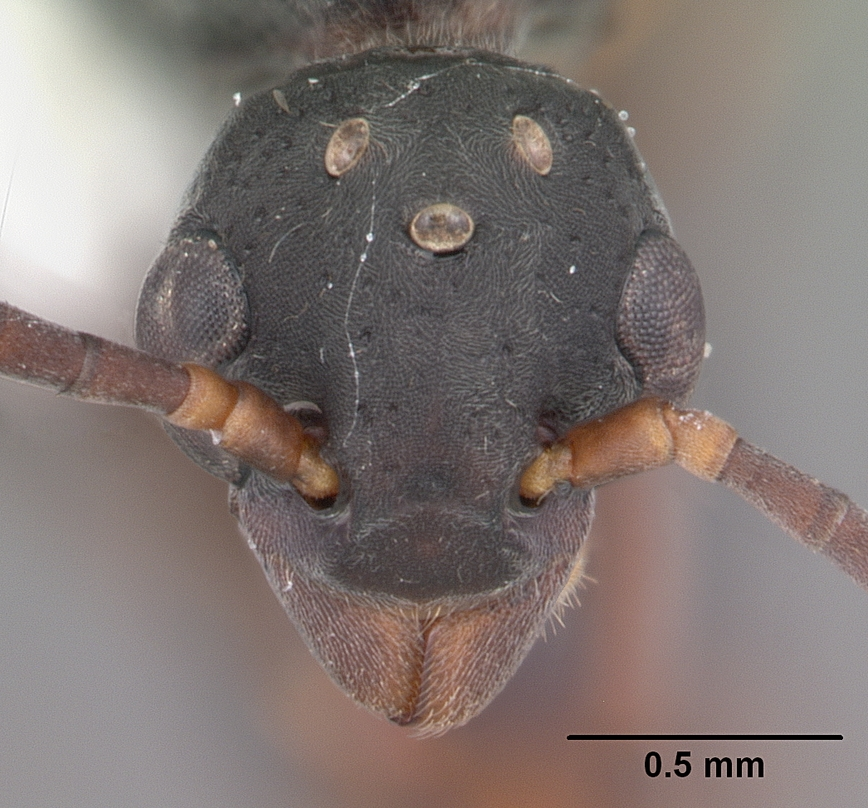
Голова
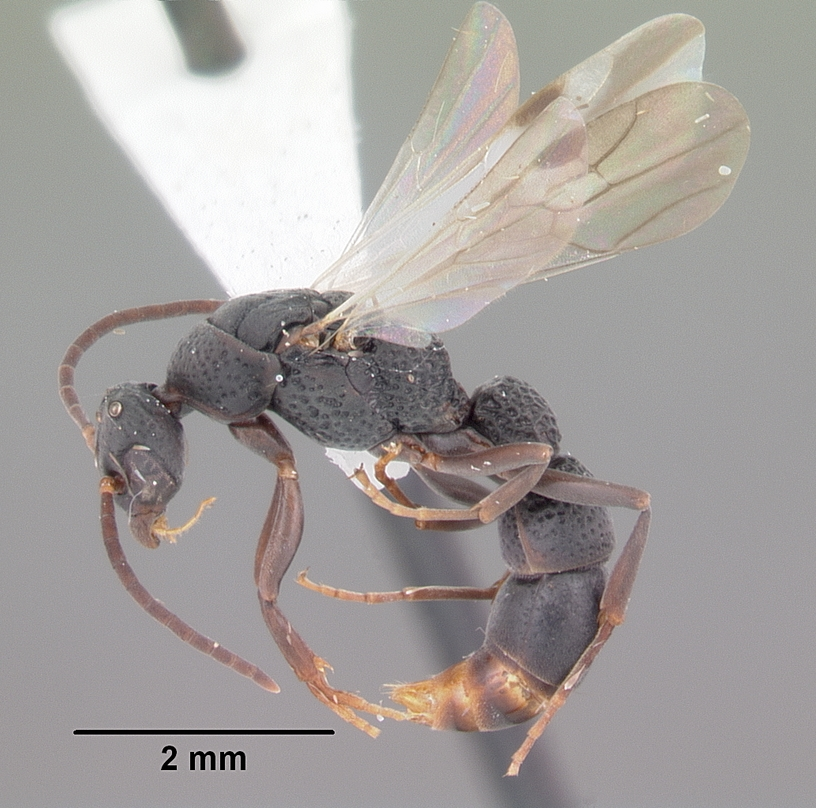
Вид сбоку
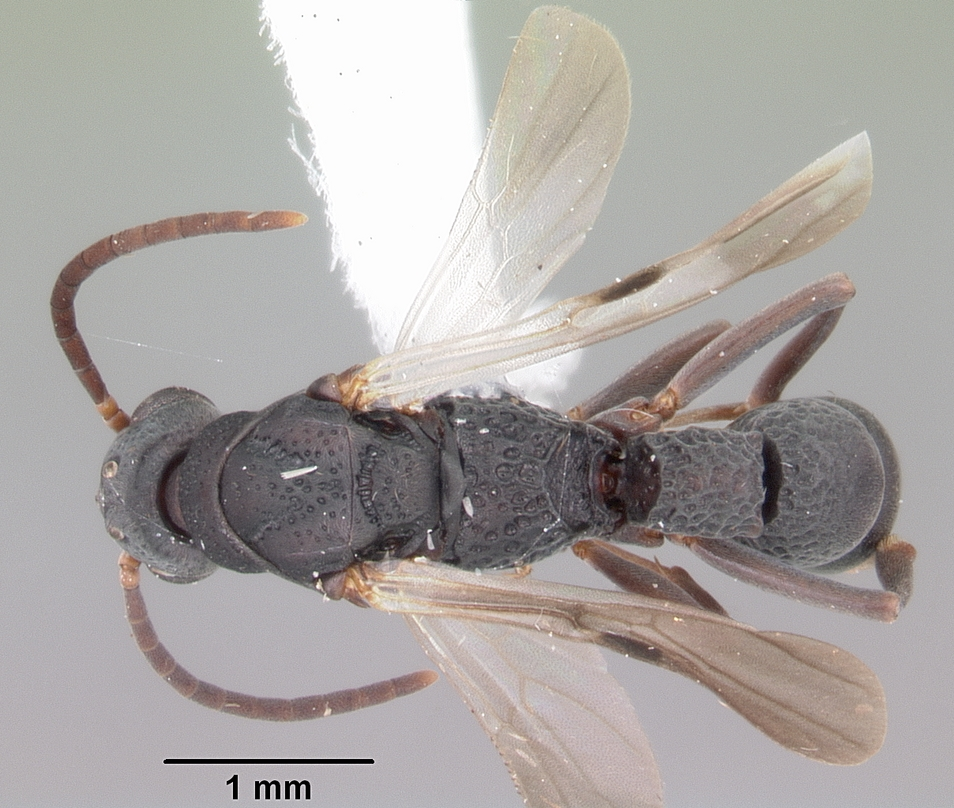
Вид сверху

## Таксономия
Вид был впервые описан в 1858 году английским энтомологом Ф. Смитом по типовому материалу из Доминиканской Республики под первоначальным названием Pachycondyla punctata Smith, F. 1858. В 1863 году немецкий энтомолог Юлиус Рогер перенёс его в созданный им тогда новый род Platythyrea. Позднее был обозначен в качестве типового вида для рода Platythyrea.